# Georges Dedoyard
Georges Dedoyard, né à Verviers le 22 décembre 1897 et mort le 30 janvier 1988  à Liège, est un architecte et urbaniste moderniste belge.

## Biographie

### Vie et carrière architecturale
Diplômé en 1923 à l'Académie des Beaux-arts de Liège, il eut comme maître Joseph Moutschen.
Cet architecte verviétois est une figure emblématique de l'architecture moderniste à Liège. Il est à l'origine de nombreux édifices publics et privés majeurs de la ville de Liège. Il participa à plusieurs interventions aux côtés des architectes L. Docquier et P. Étienne lors de l'Exposition internationale de 1930 à Liège comme l'aménagement intérieur du hall d'honneur central consacré à l'Académie des Beaux-arts du palais de la ville de Liège.
En 1937, il élabora le Siège administratif de la Banque de la Société générale de Belgique situé sur le boulevard de la Sauvenière à Liège. Lors de l'Exposition de l'Eau de 1939, il participera à la construction du Palais du Commissariat général destiné à recevoir les hôtes d'honneur de l'Exposition.  En 1942, il réalisa sans doute un des projets les plus représentatifs de sa carrière, les Bains et les Thermes de la Sauvenière de Liège. Attribué en 1938 par l'échevin des Travaux publics, Georges Truffaut, cette construction inspirée du courant artistique et architectural allemand Bauhaus est un projet d'envergure puisque ce programme contient une gare des bus, 2 bassins de natation, un ensemble complet de bains publics et d'hydrothérapie, un restaurant et un abri antiaérien. Cet architecte aura tout au long de carrière des commandes très diversifiées : le Pont des Arches en 1947, le Grand magasin « Au Bon Marché » en 1952 se trouvant place de la République, l'industrie et les bureaux de la Caféterie « Chat Noir » en 1954 ainsi que la Tour des Finances de Liège en 1965.

### Fonctions
Cet élève de Joseph Moutschen n'a pas été seulement architecte mais également urbaniste, a occupé le poste d'architecte général du gouvernement à Liège ainsi que celui de professeur à l'Institut Supérieur d'architecture Lambert Lombard de Liège. Lors de ces années d'enseignement qui prit fin en 1963, il eut comme élève Jacques Gillet.
Fervent défenseur de la Wallonie, Georges Dedoyard se joint à différents groupements wallons actifs soutenant les intérêts culturels, économiques et politiques de la Wallonie à la fin de la Seconde Guerre mondiale et à la Libération. Il appuie également la proposition d'un rattachement de la Wallonie à la France lors du Congrès national wallon du 20 et 21 octobre 1945, avant de se prononcer en faveur de la démarche fédéraliste.
Le 3 décembre 1952, il signe le Manifeste des Intellectuels wallons et flamands, l'Accord Schreurs-Couvreur. Il fait partie également des dix membres wallons du Collège wallon-flamand créé en 1954. En 1955, il devient membre du comité exécutif du Congrès culturel wallon. Toujours sensible à la question wallonne, il continue entre 1962 et 1964 de protéger les intérêts wallons en étant au Comité permanent d'Action wallonne.

## Réalisations

### Réalisations majeures

#### Les Bains et Thermes de la Sauvenière

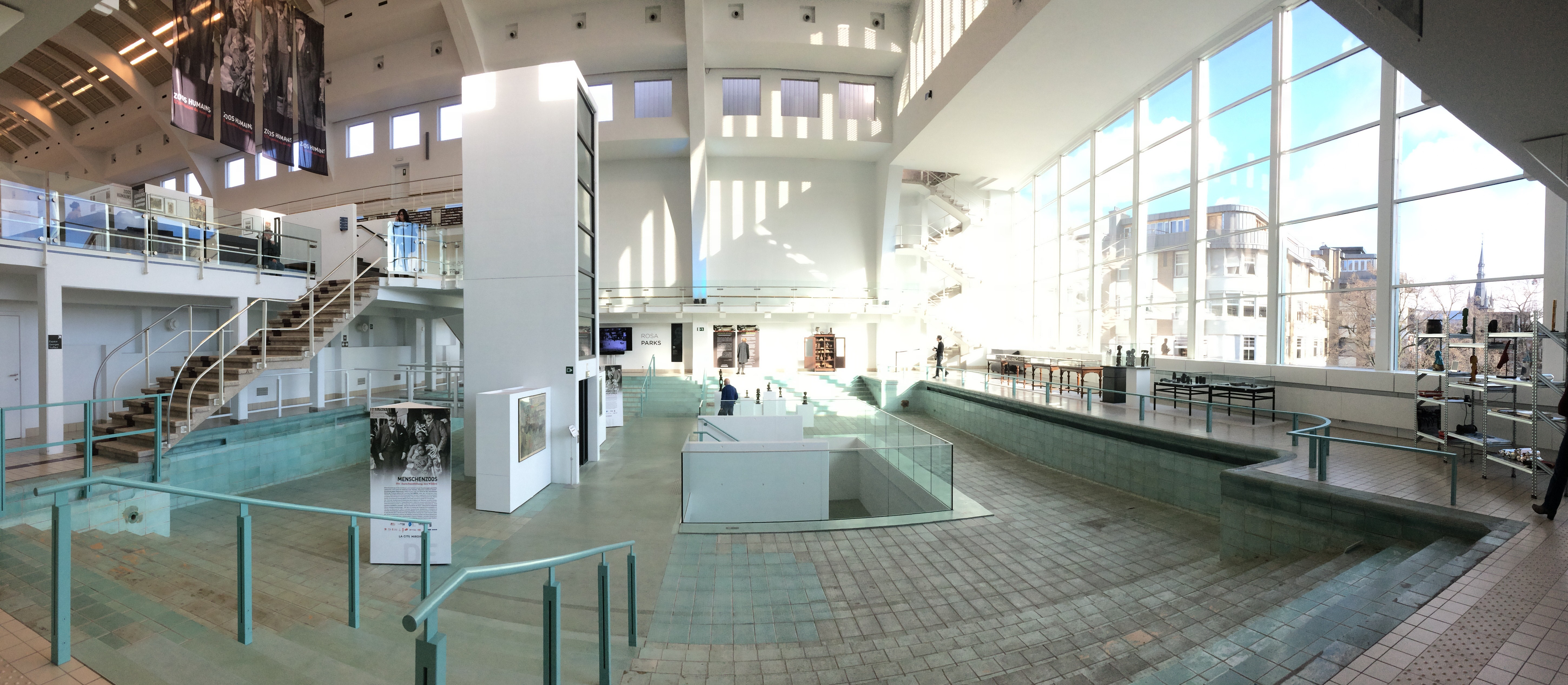
Les Bains et Thermes de la Sauvenière

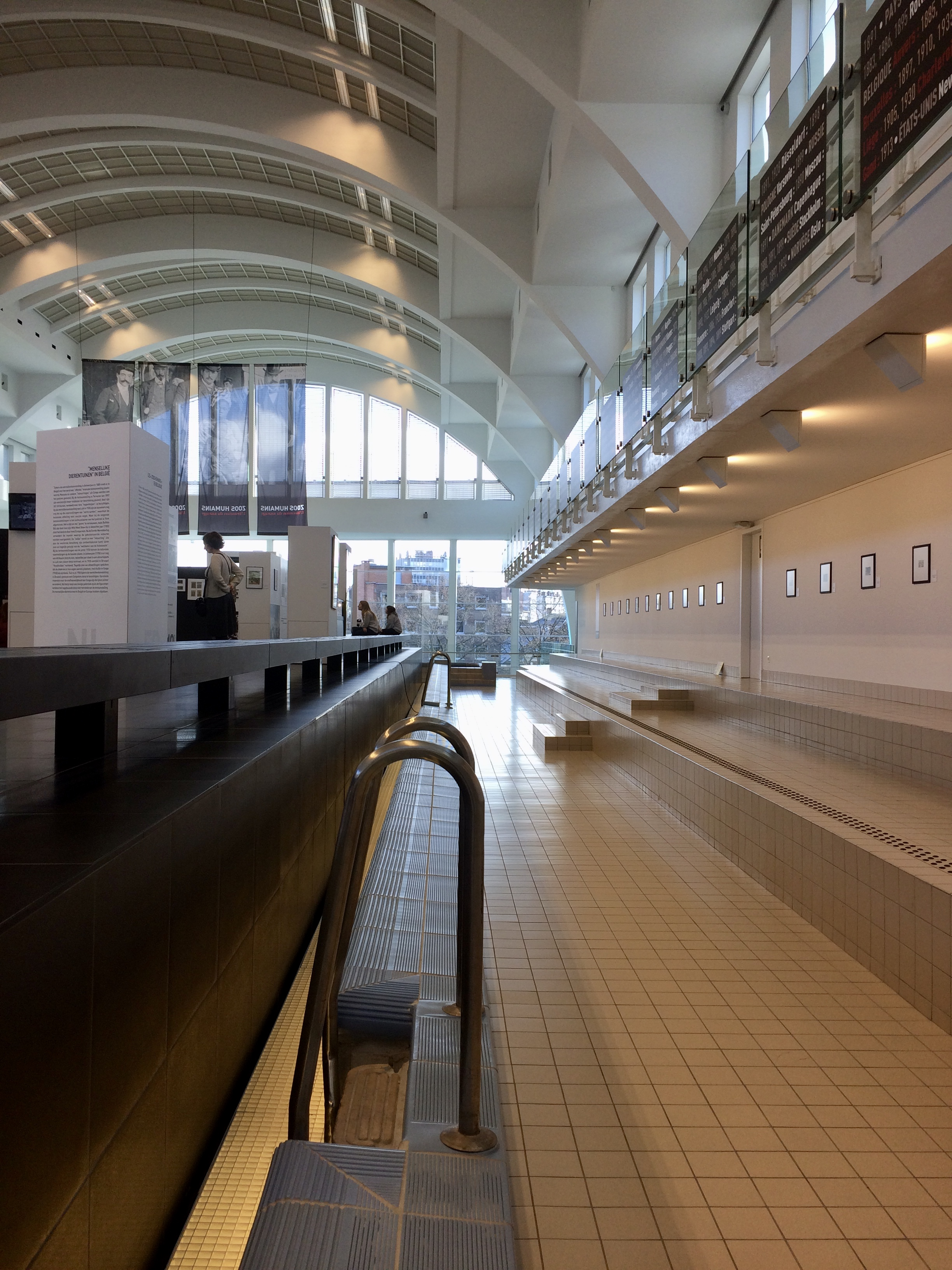
Les Bains et Thermes de la Sauvenière

Le projet des bains-douches publics lancé en 1936 par l'échevin des Travaux publics, Georges Truffaut est une réelle réponse aux besoins des Liégeois puisque depuis 1919, la ville ne possède plus de piscine couverte et la plupart des logements ne disposent pas de salle de bains,.
C'est le 18 mai 1937 que Georges Dedoyard se voit confier la conception de cette construction emblématique possédant un programme d'ampleur. En effet, les Bains et les Thermes de la Sauvenière devront être composés d'une gare d'autobus desservant la région liégeoise, de deux bassins de natation, d'un ensemble complet de bains publics et d'un abri antiaérien.
Achevé en 1941 et inauguré en 1942, le chantier sera retardé par le début de la Seconde Guerre mondiale.
L'architecte réalise l'un des édifices les plus importants de style moderniste de l'entre-deux-guerres. Conjuguant rationalité et monumentalité, modernisme et classicisme, ce paquebot en béton armé dont les piscines s'étendent sur 80 mètres de long est baigné de lumière grâce à la présence d'une voûte en briques de verre portée par 8 arcs en béton armé. Essentiellement fonctionnaliste, cette architecture inspirée du courant artistique et architectural allemand Bauhaus joue agilement entre le cube, la sphère et des lignes épurées.

#### La résidence Windsor
Cet immeuble à appartements s'inscrit dans la période où l'architecte compose systématiquement en utilisant la brique de verre du travertin, des châssis et garde-corps métalliques.
Construite en 1950, cette architecture empreinte de monumentalisme est caractérisée par une organisation rigoureuse des espaces intérieures, d'une façade sobre et géométrique.

#### Grand magasin «Au Bon Marché»
Dans la même année que la construction de la résidence Windsor, Georges Dedoyard est chargé de concevoir le nouvel immeuble acquis par le directeur du « Bon Marché » est situé à l'angle de la place de la République française, de la rue Saint-Mathieu et la rue Saint-Gangulphe.
Le Grand magasin « Au Bon Marché » occupe un emplacement intéressant qui permet de créer de nouvelles relations de circulation entre la place de la République française et la place Saint-Lambert.
Georges Dedoyard décide de vitrer largement la façade faisant face à la place de la République française et de rendre aveugle celle de la rue Saint-Gangulphe. L'esthétique intérieure se verra dessiner par plusieurs artistes comme Henri Brasseur ou bien Claude Strebelle. 

#### La Caféterie «Chat Noir»
En partie détruite par les bombardements au lendemain de la Seconde Guerre mondiale, l'entreprise Chat Noir est contrainte de laisser son implantation d'origine située dans le quartier Hors-Château et de déménager.
Le nouvel emplacement du siège acquis en 1953 est facilement accessible grâce à la présence de l'axe Liège-Maastricht. Georges Dedoyard est alors choisi pour remplir la mission de la nouvelle construction du siège de la Caféterie « Chat Noir », le programme devra être composé de bureaux, manufactures et distribution.
Ce bâtiment caractérisé par un fonctionnalisme élégant grâce à l'utilisation de béton translucide, de plaquettes de grès blancs, de béton armé tout étant rythmés répétitivement par des fenêtres.
De 1960 à 1970, l'édifice connaîtra plusieurs adaptations effectuées par l'architecte verviétois.

#### Pont et esplanade Albert1er

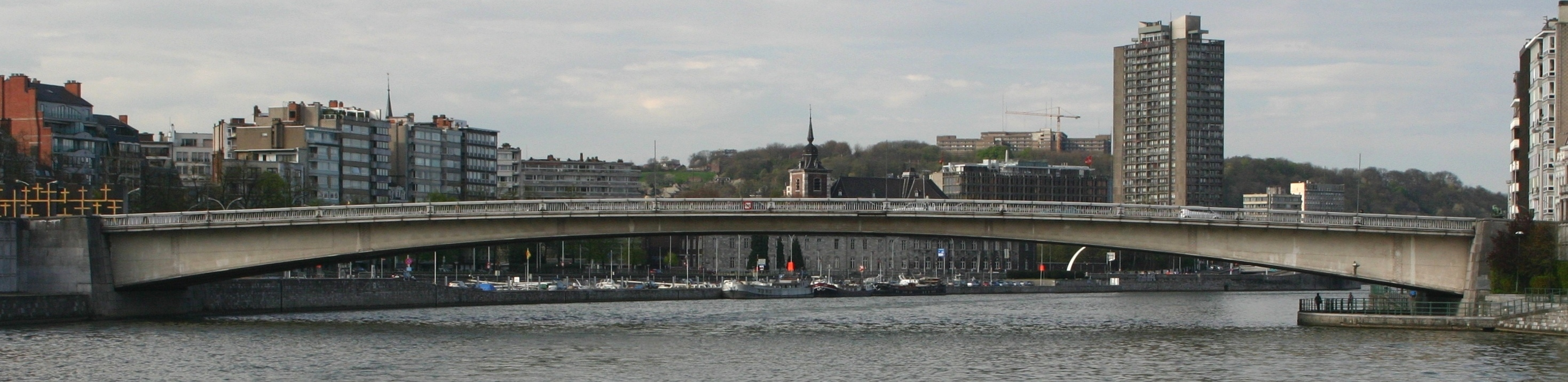
Pont Albert 1er

Le pont Albert 1er dont Georges Dedoyard est l'auteur est la troisième version du pont du Commerce, celui-ci permet d'accéder d'un côté aux quartiers d'Avroy et de l'autre ceux de la Boverie.
Construit en 1957, 10 ans après le pont des Arches dont l'architecte est également le concepteur, cet ouvrage se dessine en une seule arche de 125 mètres d'ouverture, à travées en acier. Le pont devient de la même manière que celui des Arches une toile pour plusieurs artistes : en rive gauche, le monument aux Liégeois morts pour la liberté (P. Caille), l'œuvre abstraite Composition (P. Renotte) et, en rive droite, les personnifications de l'Eau et de la Terre (G. Grard).
Les accès de caractère monumental sont attribués par l'ornementation aux extrémités de murs et escaliers de béton recouverts de pierre de taille. Une des entrées se fait par l'esplanade, celle-ci est conçue sur l'emplacement d'une ancienne écluse.

### Exposition

#### Exposition internationale de 1930 à Liège
Liste des réalisations lors de l'exposition : 
- Aménagement intérieur du hall d'honneur consacré à l'académie des Beaux-Arts du Pavillon de la ville de Liège par Dedoyard, Docquier et Étienne
- Entrée de l'avenue de la Croix-Rouge : œuvre des architectes Dedoyard, Montrieux, Étienne et Dockier
- Entrée de la place du Parc, à proximité du pont des Vennes, sur la Dérivation : construction évoquant un porche de ferme, œuvre de Dedoyard, Docquier et Étienne
- La Grande ferme : construite, sur les plans des architectes Dedoyard, Docquier et Étienne, de Liège, par la maison Colpin, de Huy

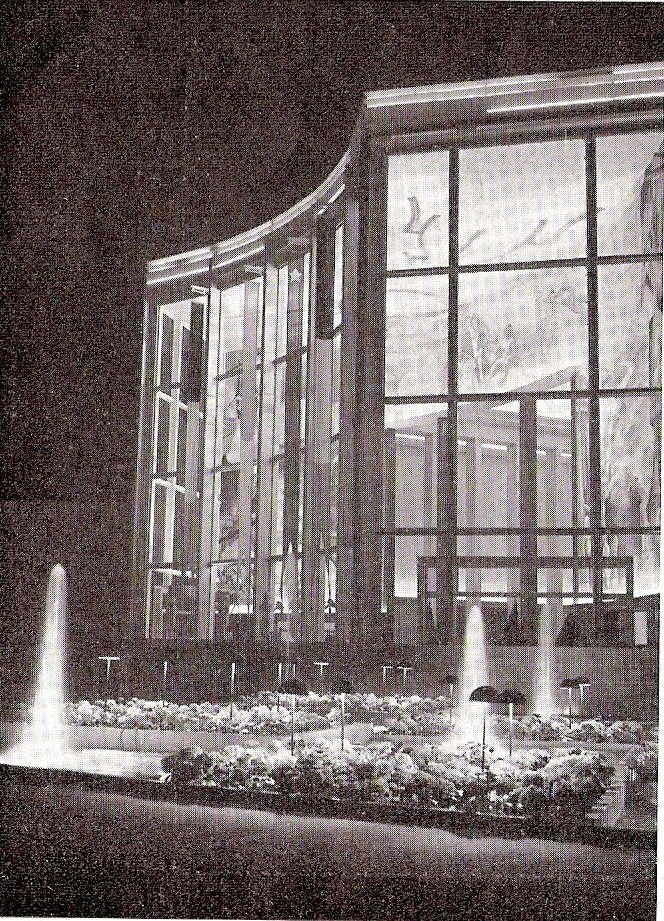
Palais du Commissariat général - Exposition internationale de l'Eau de 1939

#### Exposition internationale de l'Eau de 1939 à Liège
- Palais du Commissariat général à l'Exposition de l'eau[7]

### Publications, écrits
- 1941 : « L'architecture à l'Exposition », dans Exposition internationale de la Technique de l'Eau. Liège, 1939. Rapport général, Commissariat Général du Gouvernement, Liège, 77-105 p. (lire en ligne)
- 1973 : « L'architecture en Belgique = Bouwkunde in Belgie »

### Liste des bâtiments

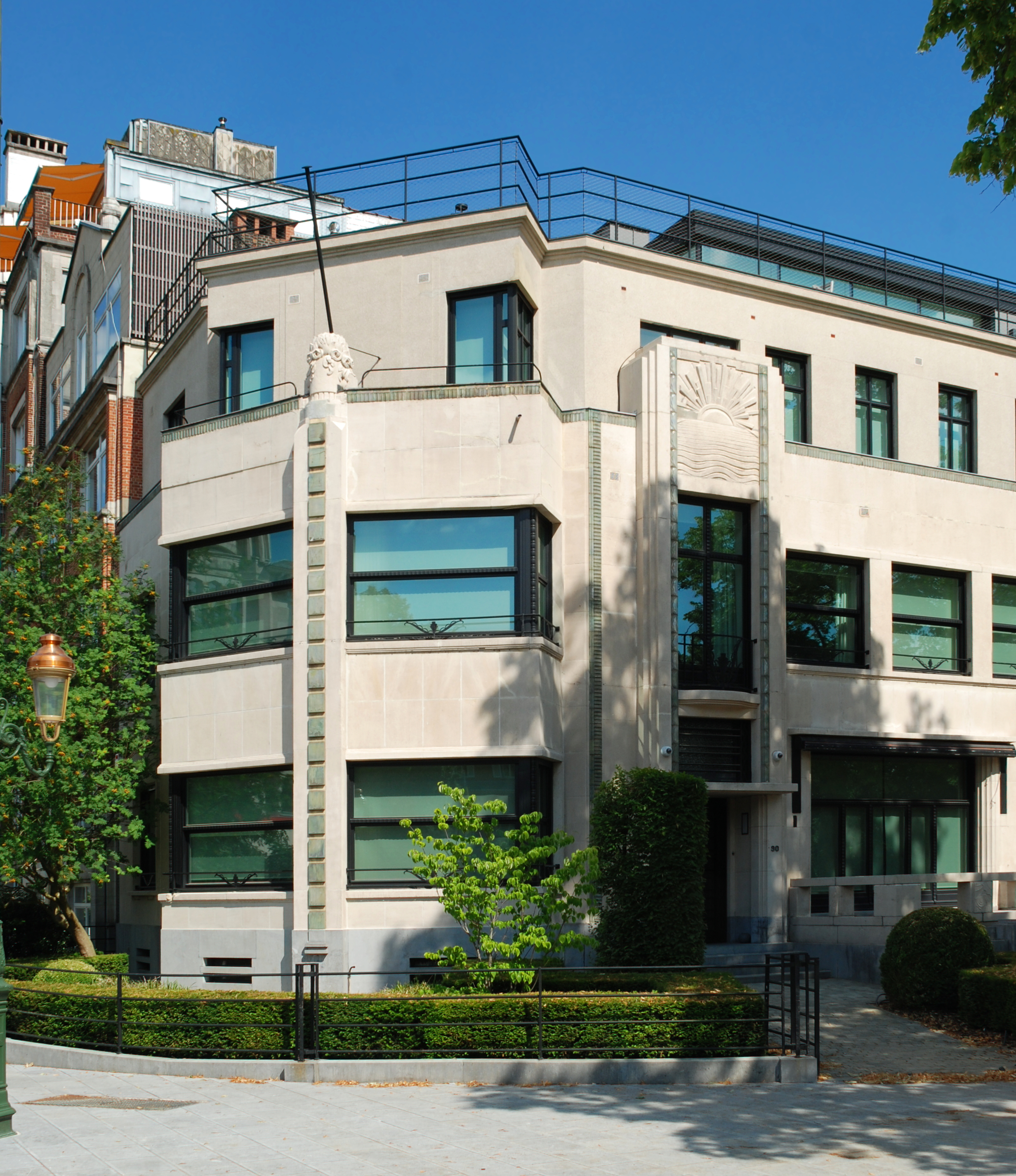
Hôtel Pieper (Bruxelles)
Art déco, 1930-1932.

- 1930-1932 : Hôtel Pieper, avenue Franklin Roosevelt 90 à Bruxelles
- 1935 : Préventorium de Coq-sur-Mer, dit le « Home du Grand Air », à Liège
- 1937 : Siège administratif de Liège de la Banque de la Société générale de Belgique, sur le boulevard de la Sauvenière, à Liège (démoli).
- 1938-1942 : Bains et thermes de la Sauvenière, à Liège.
- 1947 : Pont des Arches, à Liège.
- 1948-1950 : Salle des Fêtes d'Ougrée-Marihaye, à Ougrée (Seraing).
- 1950 : Résidence Windsor, immeuble à appartements, rue des Vingt-Deux, à Liège.
- 1950 : Mémorial du Mardasson, monument commémoratif de la Bataille des Ardennes, à Bastogne.
- 1952 : Grand magasin « Au Bon Marché », place de la République française, à Liège (aujourd'hui Galeria Inno).
- 1952 : Centre social de la Société anonyme d'Ougrée-Marihaye, à Liège.
- 1953-1954 : Cafèterie « Chat noir », industrie et bureaux, à Liège.
- 1954 : Centrale hydro-électrique, à Ivoz-Ramet.
- 1957 : Pont Albert Ier, à Liège.
- 1960 : Pont Kennedy, à Liège.
- 1965 : Tour des Finances, à Liège (démolie).